# 金光饅頭
金光饅頭（こんこうまんじゅう）は岡山県の名物菓子。金光教の本部がある岡山県浅口市金光町にある菓子屋で参拝者の土産用として売られている。
商品名は「みかげ饅頭」、「ゆうざき饅頭」など多々あるが、総称として「金光饅頭」と呼ばれる。

## 概要
小麦粉、鶏卵、砂糖、蜂蜜からつくったカステラ状の生地で餡を包み焼き上げたものに、金光教の教紋（八波に金という文字のデザインされたもの）が印されている。
教紋が浮き彫りに入った型で焼き上げたものが歴史的に古く、現在は小川屋、坂本商店、備中堂で売り出されている。焼き印で押されているものは、金悦堂製である。なお、最初は焼き印だけであったとも伝えられているので、金悦堂のものが古い形式だとも言える。
餡は基本はこし餡である。備中堂と小川屋には、白餡のものが少数限定であるが存在する。
最近は「マル金ふわふわ」と称する、餡の入っていないないカステラのみの菓子も時折販売されている。
これは、饅頭の焼き型の試験焼きをそのまま売り出したような菓子である。
なお、金光教紋を使った菓子に「御紋菓子」と称する菓子がある。これは、教祖が晩年に食事の代わりに食した白雪羔（はくせっこう）の様な菓子で金光饅頭とはちがう。大阪の丹波屋が創作し教祖広前に供えたものである。
その他に、御紋型の煎餅など、金光煎餅と総称される煎餅菓子もある。

## 起源
金光教祖の十年祭の行われた1893年（明治26年）「吉備饅頭」という名で、金光教門前町の菓子屋文金堂が創作し土産として売り出されたのが始まりで、その需要の多さから多くの店が追従し金光教本部参拝の代表的な土産となった。金光教紋の意匠は自由に使えたため、元祖争いは出来なかったが、当時金光教本部の正門前の金悦堂と文金堂との間で熾烈な販売競争が繰り広げられた事が伝えられている。

## 主なメーカー
- 文金堂 元祖、子孫は廃業後金光教の布教者になった。一時期、備中堂が店を出していた時期があるが、現在店の有ったところは金光出版になっている。
- 金悦堂 「みかげ饅頭」。二店舗ある。金光駅近くの店舗では焼き上げから個包装するまでの工程を見学出来るようになっている。皮はかため、餡は甘みを抑えたあっさりした味。日持ちはよい。四代金光様の短歌を焼き印で押した煎餅も有名。
- 小川屋 「ゆうざき饅頭」。金光駅の売店でも買える。楽天市場での通販もあり。カステラ的な柔らかい皮で蜂蜜味。白餡黒餡ともに豆から製造している。全ての工程の道具が店舗奥に置かれ実際に使われている。教祖の教えなどいろいろな焼き印の入った金光煎餅も焼いている。ピーナッツ入りの煎餅もある。白餡のものには時々黒餡からの切り替えの関係で、黒餡がマーブル状に入っているものがあるが、これもまたおいしい。
- 坂本商店 「吉備饅頭」。この店は、金光饅頭以前から酒饅頭を作っておりそれが特徴だった。最近は菓子以外の品を店頭に並べている場合が多い。
- 備中堂 「御蔭饅頭」。昔ながらの手焼きもしている。皮のカステラもしっかりして、昔ながらのかなり甘い餡である。最近は白餡、抹茶餡、うぐいす餡（祭典時、年始など）のものも焼きだした。野球型カステラ、手焼き煎餅なども人気があり、砂糖を固めて御紋をあしらった砂糖菓子もある。
- 西沢日進堂 今は販売していない。
- 栄進堂 「マル金ふわふわ」の製造者、販売は古川酒店。